# شین هیون-جون
شین هیون جون (به کره‌ای: 신현준) (به انگلیسی: Shin Hyun-joon) متولد ۲۸ اکتبر ۱۹۶۸ بازیگر اهل کره جنوبی است.
از آثار او می‌توان به بازی در فیلم قاتل (فیلم ۲۰۲۳) اشاره کرد.

## حرفه
شین هیون جون پیش از شروع کار در مدلینگ و بازیگری در سال ۱۹۸۹، یک رشته دو و میدانی در دانشگاه یانسه بود. اولین فیلم پسر ژنرال بود.

## زندگی شخصی
شین در تاریخ ۲۶ مه ۲۰۱۳ با کیم کیونگ می (لیندا کیم)، یک زن آمریکایی کره ای ۱۲ سال کوچکتر از خود در گرند هیئت سئول ازدواج کرد